# Populus glauca
Populus glauca — гималайский вид лиственных деревьев из рода Тополь семейства Ивовые (Salicaceae).

## Распространение
Произрастает в лиственных и смешанных лесах, помимо индийского округа Дарджилинг, еще в Сиккиме, Бутане и восточном Непале на высотах 2500—3000 м над уровнем моря.
Согласно «Flora of China», ареал вида доходит до провинций Сычуань, Сицзан, Юньнань, а высотный диапазон лежит в пределах от 2500 до 3300 м.
Вид слабо приурочен к водотокам (слабее чем Populus ciliata).

### В культуре
Вид успешно культивируется в Европе и США. Произрастает в Ботаническом саду Гётеборга в Швеции, Арборетуме Курник в Польше и произрастал в Арборетуме Арнольда, где деревце существовавшее в 1987 году, к 1996 году погибло.

## Ботаническое описание
Деревья небольшие, 8–15 м высотой, обычно до 10м. Молодые побеги в сечении округлые. На побегах верхушечные почки характерно тупые, овальной формы, 10—15 мм длиной, очень слабо  смолистые, заметно слабее, чем у Populus ciliata.
Кора серая. Веточки коричневые или пурпурно-коричневые, в молодом возрасте ворсистые.
Настоящие брахибласты (розеточные побеги) не образуются. Черешки длиной до 15 см, в поперечном сечении округлые или овальные, под листовой пластинкой с боков несколько сплюснутые, обычно более или менее опушенные. Живые листья характерно сизоватые или голубоватого оттенка, листовые пластинки до 20 см длиной, в очертании обычно яйцевидной формы, с сердцевидным  основанием и часто с хорошо заметной парой железок. Верхушка листа обычно тупая или коротко заострённая. Отношение длины пластинка к черешку относится как 1/2,5. Отношение длины пластики к ее ширине — (0,9)1/1,5. Край листа без ресничек, с острыми
железистыми зубчиками, чаще мелкими и редкими, расстояние между зубчиками 3—5—15 мм. Взрослые листья обычно голые, а молодые с белым снизу опушением, со временем опадающем клочками.
Сережки с опушенной осью. Цветки обычно обоеполые, тычинок 6—12.
Околоцветник развит сильнее, чем у Populus ciliata, охватывает зрелые коробочки на 1/3 или 1/2, неправильно 5—7-лопастный, опушенный. Завязь густо войлочно-опушенная, но к созреванию часто опушение теряется. Коробочки коротко-яйцевидной формы или полу-шаровидные, волосистые, состоят из 2—3 плодолистиков.

## Таксономия
По сообщению Шнейдера, под № 826 в Кью существует по крайней мере 3 сбора автора вида: 
- June 1904, Labah ridge 2200 m, fruiting;
- August 1904, Bhotan, leaves;
- April 1905, Pankasari ridge, 2700 m.

Populus glauca Haines, Journal of the Linnean Society, Botany 37: 408. cum fig. 1906. (Typus: «Distr. Darjeeling, Tonglo, alt. 7500–10 000 feet Haines № 826» K, n. v.) 
Описание вида другими авторами:
- C.K.Schneid. in Sarg., Pl. Wilson. 3: 30.  1916.
- Zhenfu et al., in Flora of China 4: 147. 1999.[2]

Populus wilsonii C.K.Schneid., Pl. Wilson. (Sarg.): 16. 1916. (Typus: «Western Hupeh (Hubei), Hsing-Shan-Hsien, alt. 1800 m, side of streams, May 20 and Aug. 1907, E. Wilson N 706a»  A!)
В отношении типового образца Populus wilsonii C.K.Schneid. неясно, с одного дерева или с разных были сделаны сборы. Как и Хэйнс (Haines) и Вилсон (Wilson) очень часто образцы одного вида, собранные повторно примерно в том же месте, обозначал одним номером.
Некоторые систематики относили вид Populus wilsonii C.K.Schneid. к синонимам Populus glauca, однако такой взгляд обычно не разделяется ботаниками. 
Относительно другого возможного синонима Populus jacquemontiana var. glauca мнения не однозначны.
Отнесение Populus glauca в качестве разновидности Populus jacquemontiana Dode считается совершенно неубедительным. Правда, протолог Populus jacquemontiana был настолько неудовлетворителен, что вызвал предположение Шнайдера о его тождестве с Populus glauca, но последующие разъяснения Дода, автора описания вида, показали ошибочность такого отождествления. Тем не менее ряд источников поддерживают мнение о синонимии этой разновидности.

### Синонимы
- Populus pyriformis Royle, Ill. Bot. Himal. Mts.: 344 (1839), not validly publ.
- Populus jacquemontiana Dode, Bull. Soc. Hist. Nat. Autun 18: 224 (1905)
- Populus szechuanica var. tibetica C.K.Schneid., Pl. Wilson. 3: 33 (1916)
- Populus purdomii Rehder, J. Arnold Arbor. 3: 225 (1922)
- Populus ciliata var. aurea C.Marquand & Airy Shaw, J. Linn. Soc., Bot. 48: 223 (1929)
- Populus ciliata var. gyirongensis Z.Wang & S.L.Tung, Acta Phytotax. Sin. 17(4): 102 (1979)
- Populus ciliata var. weixi Z.Wang & S.L.Tung, Bull. Bot. Lab. N. E. Forest. Inst., Harbin 4: 25 (1979)
- Populus schneideri var. tibetica (C.K.Schneid.) N.Chao, Fl. Sichuanica 3: 50 (1985)
- Populus kangdingensis var. tibetica (C.K.Schneid.) N.Chao & J.Liu, J. Wuhan Bot. Res. 9: 231 (1991)
- Populus pseudoglauca var. weixii (Z.Wang & S.L.Tung) N.Chao & J.Liu, J. Wuhan Bot. Res. 9: 235 (1991)
- Populus pamirica var. tibetica (C.K.Schneid.) N.Chao & J.Liu, J. Sichuan Forest. Sci. Technol. 22(4): 2 (2001)